# Nekoma (Dakota Północna)
Nekoma – miasto w Stanach Zjednoczonych, w stanie Dakota Północna, w hrabstwie Cavalier.